# Journal des sçavans
Le Journal des sçavans, més tard dita Journal des savants, és la revista científica i literària més antiga d'Europa. El primer número aparegué a París el 5 de gener de 1665 sota la forma d'un bulletí de 12 pàgines que anunciava el seu objectiu de fer conèixer les novetats de la República de les lletres « ce qui se passe de nouveau dans la République des lettres ».

## Contingut
En l'advertiment del primer número, es va precisar que es tractava de rendir compte de les principals ob que apareguessin a Europa, de publicar necrològiques d'homes cèlebres, de fer conèixer els nous descobriments en les arts i les ciències amb la física i la química incloses, els invents mecànics i matemàtics, l'astronomia i meteorologia, descobriments anatòmics, examinar les decisions del Dret dels tribunals laics, eclesiàstics i universitaris i en fi d'informar sobre tot el que és susceptible d'interès en les persones de lletres o els « sçavans », altrament dit totes les persones cultivades´
En el primer número apareixien notícies sobre el naixement d'un monstre a Oxford, une nota sobre els nous telescopis de Giuseppe Campani, un comentari sobre la nova edició d'un tractat de Descartes, De l'homme.
El nombre d'articles consagrats a les ciències van créixer amb el pas dels anys. Així la revista va ser la primera a informar de l'obra Micrographia de Robert Hooke, de la posada a punt del vaixell de vapor de William Petty, de l'invent de la balança aritmètica per Cassini o dels treballs per determinar la velocitat de la llum fets per Ole Roemer.
L'aparició del primer número del Journal des sçavans suscità immediatament l'interès dels membres de la Royal Society de Londres. Tan sols tres mesos més tard, el 6 de març de 1665, va aparèixer la revista de la Royal Society a càrrec del seu secretari Henry Oldenburg titulada Philosophical Transactions.

## Història
Va ser fundada sota el patrocini de Colbert per Denis de Sallo, conseller al Parlament, Le Journal des sçavans va ser dirigida successivament pels clergue Gallois (1666-1674), Jean-Paul de La Roque (1674-1687) Cureau de la Chambre i per Louis Cousin (1687-1701). Va aparèixer mensualment fins a l'any 1792, data en què va ser suprimida.
L'any 1816 va ser restablerta ja amb el nom de Journal des savants i va ser dirigida per membres de l'Institut de France, a partir de 1908 va ser confiada a l'Académie des inscriptions et belles-lettres.
El journal des savants actualment és dirigida per Jean Marcadé i Philippe Contamine i apareix dues vegades l'any.

## Web oficial
- Publications de l'académie des inscriptions et belles lettres : Le Journal des Savants Arxivat 2011-08-21 a Wayback Machine.